# Найстенъярви
На́йстенъя́рви (карел. Naistenjärvi) — посёлок сельского типа Суоярвского района Республики Карелия России. Административный центр Найстенъярвского сельского поселения.

## География
Расположен в 32 км к северу от райцентра Суоярви на правом берегу реки Ирста, на берегу озера Саариярви, высота над уровнем моря — 118 м.

## История
В XIX веке территория современного посёлка относилась к деревни Кайтаярви (фин. Kaitajärvi) в составе общины Суоярви Выборгской губернии Великого княжества Финляндского. Самая старая часть деревни (была заселена в 1728 году) находилась на берегу озера Кайтаярви. Позже появились части деревни Риухтаваара, Вяликюля, Перякюля или Агьянкюля, Найстенъярви, Торасйоки, Хейнаселькя, Ретканселкя и Парппеинселкя. Деревни находились на восточной окраине Выборгской губернии на границе с Олонецкой губернией: севернее озера Саариярви граница проходила по реке Ирста, озеру Унусярви, реке Куйма, южнее озера Найстенъярви — по реке Торасйоки.
После случившегося в 1917 году распада Российской империи, провозглашения Советской России, провозглашения независимости Финляндии и последовавшей войны граница стала между государствами.

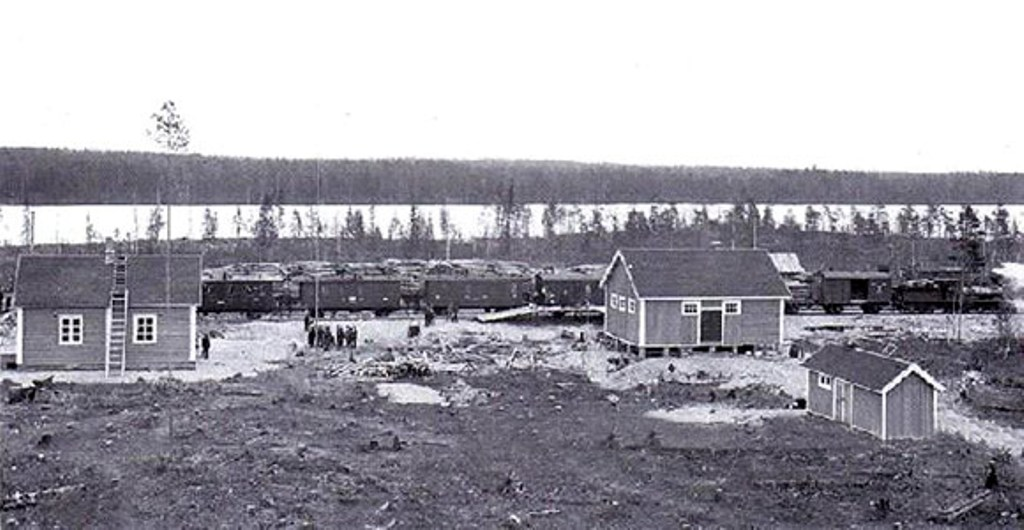
Станция Найстенъярви на фоне озера. 1930-e годы

В 1927 году было завершено строительство железной дороги со станцией «Найстенъярви», расположенной на западном берегу узкого пограничного озера Найстенъярви. В районе станции возник деревенский посёлок. В пяти километрах севернее станции «Найстенъярви» и всего в ста метрах от границы с СССР находился лесопильный завод Торасйоки (фин. Torasjoen saha). В 1929 году на лесопильном заводе Торасйоки работала 31 женщина и 103 мужчины, а годовой объём производства пиломатериалов составлял 20 000 кубометров. Лесопильный завод в Торасйоки, открывшийся в октябре 1927 года, имел две дисковые пилы, кромочную пилу и режущую пилу. Источником энергии служили две паровые машины. Железная дорога была завершена на станции Найстенярви 16 октября 1927 года. В 1928 году владелец завода Виктор Краузе (фин. Wihtori Kause) на собственные средства продлил линию до лесопилки Торасйоки. Лесопильный завод в Торасйоки получал древесину в основном из государственных лесов в северной части общины Суоярви, но некоторое количество древесины закупалось и в Советском Союзе.
С 1927 по 1940 года железнодорожная станция «Найстенъярви» была самой восточной железнодорожной станцией в Финляндии.
К осени 1939 года, незадолго до войны, в Найстенъярви была построена новая кирпичная школа. 30 ноября 1939 года, в первый день советско-финляндской зимней войны, Найстенъярви было затронуто боевыми действиями. Утром 30 ноября 1939 года войска Красной Армии атаковала деревню Найстенярви по льду озера. Наступление вела 139-я дивизия 8-я армии.
После войны согласно подписанному 12 марта 1940 года Московскому договору бо́льшая часть Выборгской губернии была передана СССР. Все деревни общины Суоярви вошли в состав в Карело-Финской ССР.
В годы Советско-финляндской войны 1941—1944 годов Найстенъярви был занят Финляндией. Поле заключения перемирия в сентябре 1944 года — вновь передан СССР.
В 1958 году получил статус рабочего посёлка. С 1991 года — посёлок сельского типа.
В июле 2021 года посёлок сильно пострадал от лесного пожара

## Население
| 1959  | 1970  | 1979  | 1989  | 2002  | 2009  | 2010  |
| ----- | ----- | ----- | ----- | ----- | ----- | ----- |
| 4778  | ↘4367 | ↘4037 | ↘3552 | ↘1700 | ↘1474 | ↘1268 |
| 2013  |       |       |       |       |       |       |
| ↘1191 |       |       |       |       |       |       |

## Транспорт
К посёлку подходит автомобильная дорога 86К-359 («Майсинваара — Найстенъярви»).

### Платформа 35 км

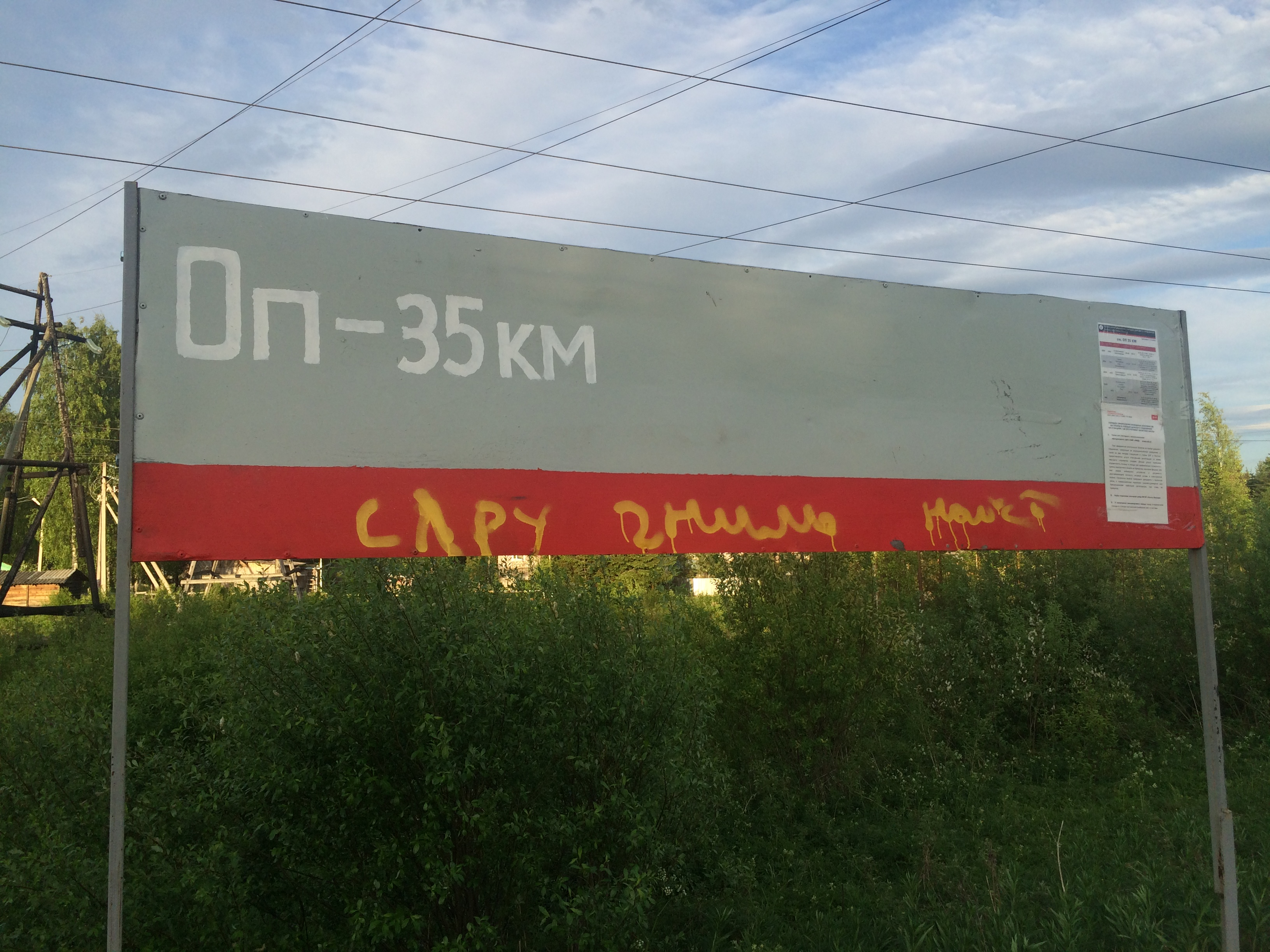
Платформа 35 км

На западной окраине посёлка имеется остановочный пункт 35 км на 34,8 км перегона Найстенъярви — Лахколамен линии Суоярви I — Юшкозеро Петрозаводского отделения Октябрьской железной дороги. Был открыт 30 сентября 1956 года в составе первой очереди Западно-Карельской магистрали. Пассажирское здание, пассажирский павильон и билетная касса отсутствуют, низкая пассажирская платформа. Билеты приобретаются в штабном вагоне у начальника поезда. На платформе останавливаются все проходящие пассажирские поезда.
| Сезонное обращение поездов                  |
| ------------------------------------------- |
| Костомукша — Петрозаводск № 680А            |
| Петрозаводск — Костомукша № 680Ч            |
| Костомукша — Анапа № 680А (Бесперес. вагон) |
| Анапа — Костомукша № 293С (Бесперес. вагон) |

| Круглогодичное обращение поездов                    |
| --------------------------------------------------- |
| Костомукша — Санкт-Петербург № 350В                 |
| Санкт — Петербург-Костомукша № 350А                 |
| Костомукша — Петрозаводск № 350В (Бесперес. вагоны) |
| Петрозаводск — Костомукша № 682А (Бесперес. вагоны) |

## Инфраструктура
В посёлке действуют отделение связи, отделение Сбербанка, средняя и музыкальная школы, имеется дом культуры (культурно-досуговый центр) и амбулатория. В посёлке 25 улиц и переулок.
Крупнейшее предприятие посёлка — Найстенъярвский лесозавод (принадлежит ЗАО «Запкареллес»).
В 1992 году в посёлке начала работу радиотелевизионная передающая станция Карельского радиотелецентра, обеспечившая трансляцию Первой и Второй программ центрального телевидения в Суоярви, а также Третьей телепрограммы в Суоярви и Муезерском. В настоящее время используется для вещания первого и второго мультиплексов цифрового эфирного телевидения.

## Достопримечательности
Братская могила советских воинов, погибших при обороне и освобождении территории Суоярвского района во время Великой Отечественной войны.

## Известные уроженцы
- Олег Рыженков (р. 1967)— белорусский биатлонист.